# プティ・パン

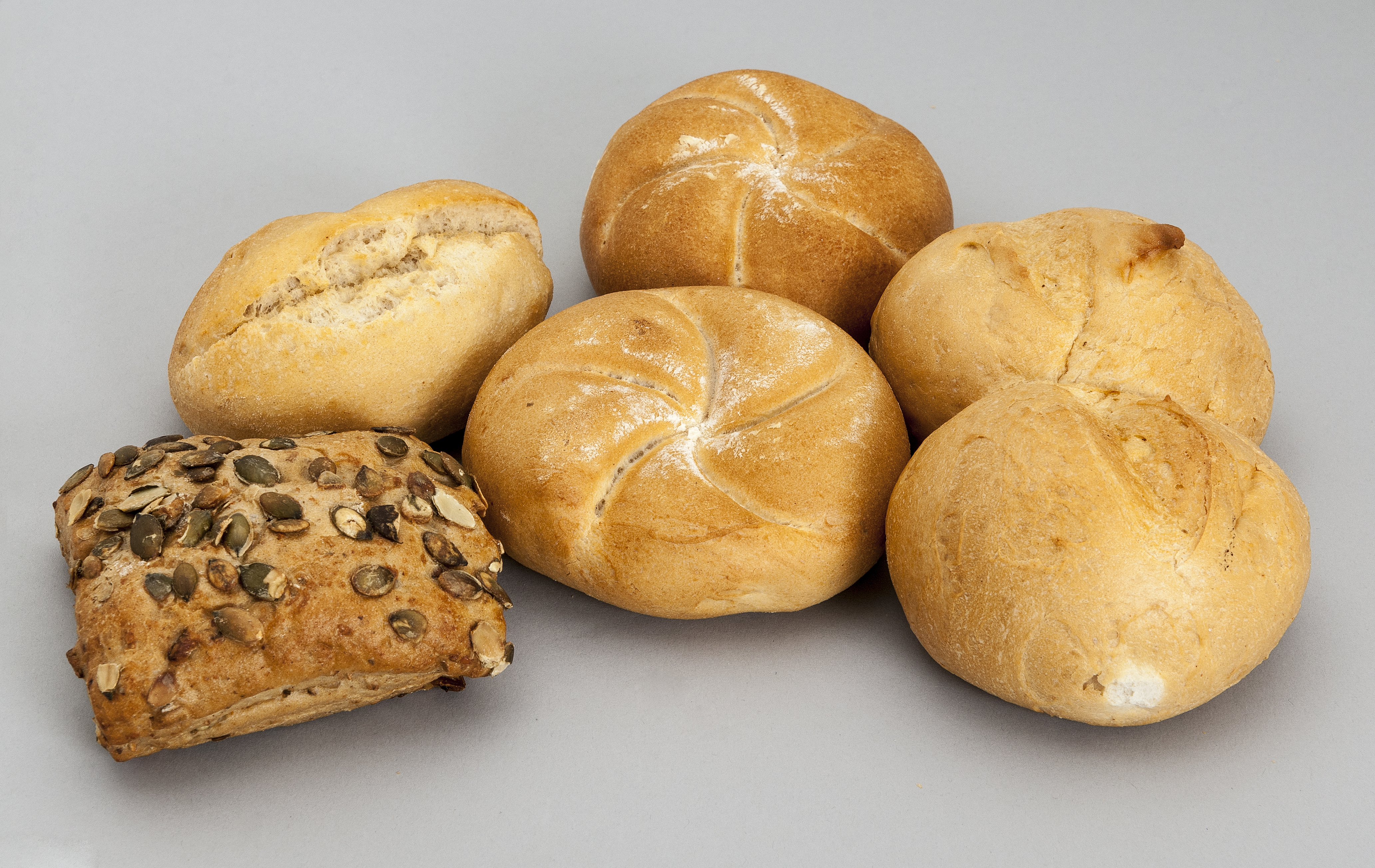
何種類かのプティ・パン

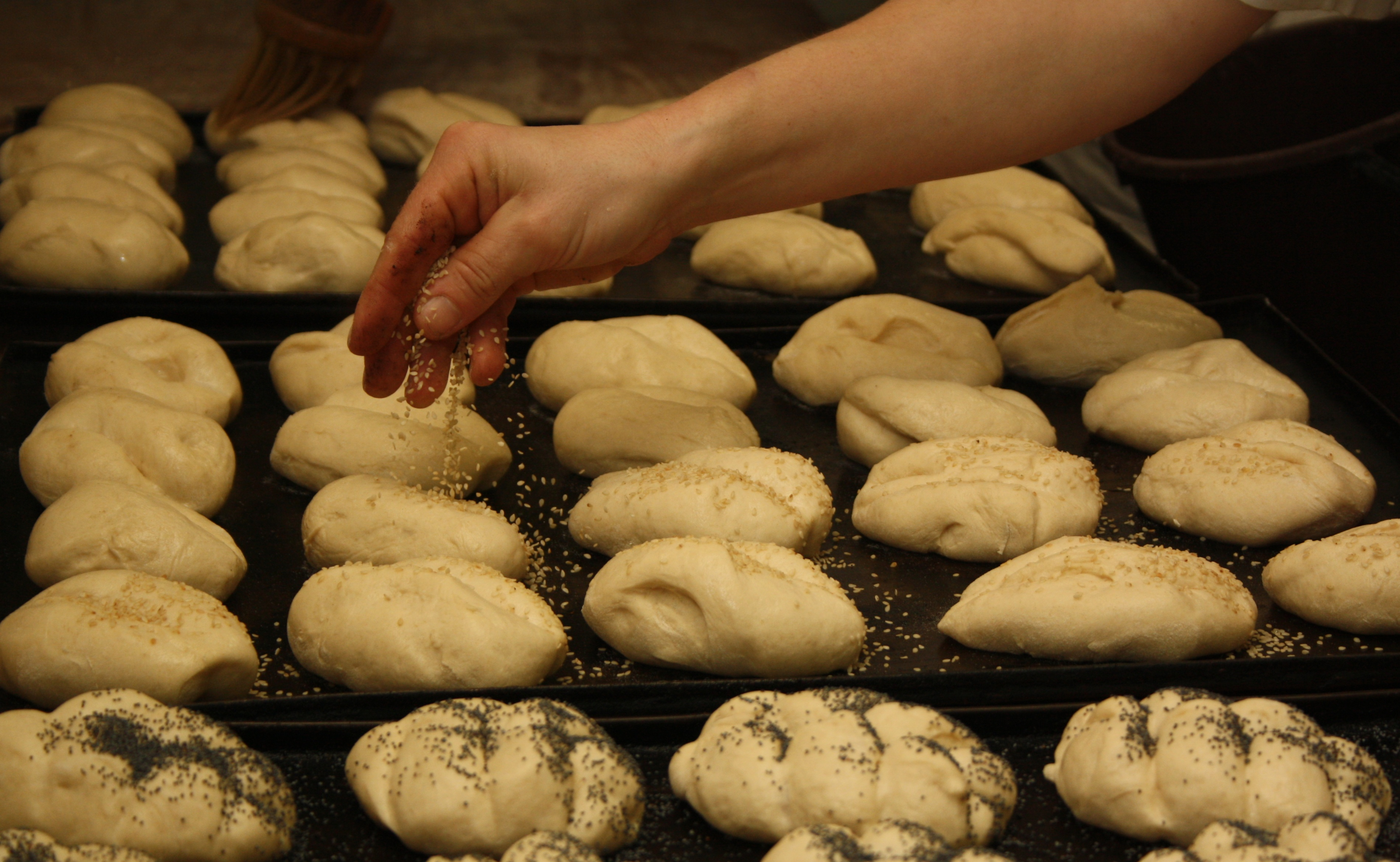
チェコのホウスカ（houska）

アルゼンチンのチパ（chipa）

プティ・パン（フランス語: Petit pain）とフランス語で呼ぶのは小型のパンで、地方によってはパン・オ・ショコラを指す。

## 概要
プティ・パンは丸型、角型、長方形など、さまざまな形の小さなパンで、甘いか塩味がする。この用語は食事の補足として、特に皿を飾るために役立つ通常の小型パン、またはパン生地に含まれるさまざまなレシピ（シリアル、オリーブ、ゴマ、ベーコンなど）を指す。プティ・パン・オ・レ（ミルク入りのプティ・パン）は離乳食として使用できる。
パンの名前は国によって異なる。オーストリアではカイザーゼンメル（Kaisersemmel）、ドイツではブレートヒェン（Brötchen）、チェコ共和国ではホウスカ（houska）、アルゼンチンとパラグアイではチパ（chipa）、ブラジルではポン・デ・ケイジョ（チーズ入りパンの意味）など。中国では、しばしば円錐形または丸くて、ピンク色である。
モロッコ、アルジェリア、チュニジア、またフランス国内でも北東地域では、プティ・パンは「パン・オ・ショコラ」を意味する。

## 参照項目
- フランスパンの種類
- フランスパン
- パン・オ・ショコラ
- ロールパン